# Santa Monica Boulevard
Santa Monica Boulevard es una calle ubicada en el condado de Los Ángeles, California (Estados Unidos), que se extiende desde Sunset Boulevard en el distrito de Hollywood hasta la Pacific Coast Highway en dirección al océano Pacífico en Santa Mónica.

## Ruta
Con un largo aproximado de 14 millas (23 km), el famoso bulevar pasa por distritos de Los Ángeles tales como, Silver Lake, Los Feliz, Hollywood, West Hollywood, Beverly Hills, Melrose, Century City, y Westwood. Atraviesa además el barrio Little Armenia al este de Sunset Boulevard. Con la excepción de West Hollywood y Beverly Hills, los cuales eran ciudades independientes incorporadas, todas las ciudades identificadas anteriormente son distritos y barrios en la Ciudad de Los Ángeles.
Tiene, por lo menos, cuatro carriles de ancho en toda su ruta.

## Historia
Sunset Boulevard históricamente era el camino hacia el pacífico, una ruta pateonal de la los nativos tongva.

## Transporte público
La Línea B del Metro opera una estación de metro, Vermont/Santa Monica Station, que se ubica en la avenida Vermont. Las estaciones en el Hollywood Boulevard en Western Avenue, Vine Street, y Highland Avenue están a 15 minutos a pie desde Santa Mónica Boulvard.
Metro planea extender la nueva Línea Crenshaw/LAX hacia el norte a llegar al Bulevar Santa Mónica. De la Avenida San Vicente hasta La Avenida La Brea. Tres estaciones están bajo planificación, Santa Mónica/La Ciénaga, Santa Mónica/Fairfax y Santa Mónica La Brea en West Hollywood. Por construcción en 2047.
Las líneas 4 y 704 de Metro Local operan en Santa Mónica Boulevard.

## Monumentos del pasado y del presente
- Beverly Hills Hotel
- The Lot Studios
- Formosa Cafe
- Pinks Hot Dogs
- Wallis Annenberg Center
- Beverly Gardens Park
- Los Angeles California Temple
- Third Street Promenade